# 溝口泰男
溝口 泰男（みぞぐち やすお、1939年〈昭和14年〉10月26日 - 1989年〈平成元年〉6月17日）は、栃木県出身のタレント、司会者、ジャーナリスト、日本教育テレビ→テレビ朝日専属契約キャスター。

## 来歴・人物
栃木県で出生し、生後すぐ東京へ移った。学習院大学政経学部卒業。
経済誌の記者や月刊『今日』編集長を経て、選挙運動を通じて知り合った小田久栄門にスカウトされ、1969年に『奈良和モーニングショー』（NET、後のテレビ朝日）のサブ司会に抜擢され、テレビデビューを果たす。同時にNETとの専属契約を結んだ。
1977年5月からはメイン司会者（溝口泰男モーニングショー）となり、1983年3月末で番組を降板した。降板の直接のきっかけは、衆院選出馬だった。「河本派から東京4区に出馬することになり、何人かの区議を手足に、事務所も置いて動き出したんです。しかし、派閥から出た最初のカネが約300万ですから、自分の手持ち資金と合わせてもアッという間に消えちゃう、彼はそうした現実にぶつかって諦めるしかなかったんです」（溝口と親交のあった政治評論家・三宅久之）。
『モーニングショー』の司会を当時朝日新聞社記者の江森陽弘に引き継いだ後も、『速報!TVスタジアム』等でレギュラーを持つが、1986年に専属契約を解消して個人事務所を設立した。キー局では番組作りに自分の意向が反映されにくいことから、敢えて地方局の仕事を選び、自ら企画構成を務める『土曜プラザ』『溝口泰男のサタディ・アイ』（いずれも瀬戸内海放送）の司会を担当した。
しかし、独立してから間もなく直腸がんであることが判る。『モーニングショー』担当時も、胃潰瘍などしばしば胃腸の不調を訴えていたという。入退院を繰り返しながら仕事を続けていたが、3度目の手術の後、容体が悪化。本人の強い希望で自宅療養も検討された矢先の1989年6月17日、入院先の杏林大学医学部附属病院で死去した。49歳没。一周忌には作家の澤地久枝、『モーニングショー』で共演した八波一起らが発起人となって偲ぶ会が執り行われた。

## 家族
学生時代に資産家の娘と結婚した。二男を授かるも、その後離婚した。
1970年、宝塚歌劇団48期生で「富士ます美」の芸名で活動していた令子と再婚。令子との間に朝（とも）と公（こう）の二男を授かった。次男・公はシンエイ動画に勤務し（現在は退社）、アニメーターとして『ドラえもん』等の制作に携わっていた。
溝口の死後に公開された遺言状には「遺産は令子とその息子に相続する。」と認めたにもかかわらず、遺産の分配を巡って、先妻の家族との民事訴訟に発展した。

## 出演
報道・情報ワイドショー番組
| 期間          | 期間          | 番組名                             | 役職           |
| ------------- | ------------- | ---------------------------------- | -------------- |
| 1969年4月     | 1977年3月11日 | モーニングショー（NET→テレビ朝日） | サブ司会       |
| 1977年3月14日 | 1977年4月     | モーニングショー（NET→テレビ朝日） | 交替制での司会 |
| 1977年5月     | 1983年3月     | モーニングショー（NET→テレビ朝日） | メイン司会     |
| 1983年4月     | 1984年3月     | 速報!TVスタジアム（テレビ朝日）    | 総合司会       |
| 1983年7月     | 1985年9月     | TVスクープ（テレビ朝日）           | キャスター     |

その他
- オリンパソン'80（1980年、テレビ朝日）
- ゆく年くる年（1980年、制作：日本テレビ・民放連共同） - 徳光和夫、渡辺謙太郎、露木茂、金子勝彦とメインパーソナリティーを務めた。
- 土曜プラザ（1986年、瀬戸内海放送）
- 溝口泰男のサタディ・アイ（1987年、瀬戸内海放送）

## 著書
- 『溝口泰男のプライベート対談 テレビの外でTea for two』婦人生活社〈素敵な女性選書〉、1981年4月。ISBN 978-4574700030。
- 『溝口泰男の体当たり子育て論 子どもは曲がったキュウリでいい』山手書房〈山手新書〉、1982年10月。
- 『あなたの生き方ちょっと変えてみませんか』海竜社、1983年3月。ISBN 978-4759300796。

## 関連書籍
- 山内喜美子『告知せず―ガンで夫との愛の深さを知った妻たちの四季』文藝春秋、1991年9月。ISBN 978-4163455105。
  - 山内喜美子『告知せず―ガンで夫との愛の深さを知った妻たちの四季』文藝春秋〈文春文庫〉、1994年10月。ISBN 978-4167339036。

溝口令子への取材を基にした闘病記が収録されている。プロフィールも同書籍を出典とした。